# Винсент, Джон
Джон Винсент (англ. John Vincent; 1764 — 21 января 1848) — британский генерал от инфантерии. В 1813 году, во время англо-американской войны, командовал британскими войсками, защищавшими границу на Ниагарском полуострове в Верхней Канаде.

## Биография
Джон Винсент родился в 1764 году в Ирландии в семье шерифа графства Лимерик Джона Мэрдайка Винсента (англ. John Mardyke Vincent, 1734—1779) и его супруги Кэтрин Лав (англ. Catherine Love, умерла в 1768). Точная дата рождения Джона Винсента младшего неизвестна. Семья Винсентов принадлежала к английской аристократии и владела замком Партин-хаус (англ. Parteen House), а также имела права на замок Саффрон (англ. Saffron) в графстве Корк. Джон Винсент младший рано потерял мать, после чего его отец женился второй раз. О взаимоотношениях в семье Джона Винсента младшего и его детстве практически ничего не известно. Однако, по примеру отпрысков других аристократических семей, Джон Винсент младший был определён на военную службу.

## Начало военной карьеры
16 июля 1781 года Джон Винсент поступил на военную службу прапорщиком 66-го пехотного полка (англ. 66th Regiment of Foot), сформированного в 1758 году.
3 августа 1782 года Джон Винсент был произведен в лейтенанты.
15 декабря 1783 года переведён в 49-й пехотный полк (англ. 49th Regiment of Foot). 49-й пехотный полк был сформирован в 1744 году во время войны за австрийское наследство (1740—1748) на Ямайке из 8 гарнизонных рот и получил название по имени своего первого командира — губернатора Ямайки сэра Эдварда Трелони, и номер 63. В 1751 году полк получил номер 49. В 1768 году полк был переведён в Бостон и участвовал в сражениях Войны за Независимость США (1775—1783), отличившись в победоносных для англичан сражениях при Брэндивайн Крик 11 сентября и Таверне Паоли 20 сентября 1777 года.
26 октября 1786 года Джон Винсент получил звание капитана.

## Участие вофранцузских революционных войнах (1792—1802)
49-й пехотный полк был расквартирован в Вест-Индии. После начала Великой французской революции на острове Гаити, принадлежавшем Франции, в 1791 году вспыхнуло восстание негров и мулатов. Воспользовавшись случаем, Англия и Испания направили на остров свои войска под предлогом подавления восстания. В 1793 году капитан Джон Винсент в составе экспедиционного корпуса участвовал в захвате Санто-Доминго (фр. Saint-Domingue). В мае 1794 года на сторону революционной Франции перешёл крупный военачальник негритянского происхождения — Франсуа Туссен-Лувертюр. Сражавшиеся до этого с французами английские и испанские экспедиционные войска встретились с новым противником. В результате испанцы вывели свою армию с Гаити в 1795 году, подписав 22 июля 1795 года Базельский мир, по которому отказывались от всех прав на остров, признавая его в безраздельном владении Франции. Английские войска сражались против французов и негритянских частей Туссен-Лувертюра до 1798 года.
6 мая 1795 года капитан Джон Винсент, принимавший активное участие в боях на Гаити, получил звание майора. Позднее по состоянию здоровья его отправили обратно в Англию. На пути домой английский корабль, на котором находился Джон Винсент, был захвачен французским фрегатом и майор Винсент попал в плен, в котором пробыл около года. В 1797 году он был освобожден и вернулся на родину.
В 1799 году майор 49-го пехотного полка Джон Винсент был откомандирован в состав англо-русского экспедиционного корпуса, направляемого в Голландию. Английский контингент (8 тыс. человек в начале кампании, 30 тыс. человек к концу кампании) находился под командованием герцога Йоркского Фредерика Августа. Высадка союзников в Голландии произошла 27 августа 1799 года Сначала союзники успешно продвигались по стране, разгромив французов и местные голландские войска в сражениях у Калантсоога (нидерл. Callantsoog) 27 августа и Краббендама 10 сентября 1799 года. Затем, вследствие плохо отлаженного взаимодействия между русским и английским контингентами, продвижение союзников замедлилось и они потерпели ряд чувствительных поражений. Недостаток снабжения усугубил положение экспедиционного корпуса. Экспедиция продлилась до октября 1799 года, после чего остатки войск союзников были выведены с территории Голландии в соответствии с Алкмаарской конвенцией, заключенной 18 октября 1799 года. В соответствии с подписанным в Алкмааре соглашением, союзники эвакуировались из Голландии 16 ноября. В ходе этой кампании майор Джон Винсент отличился при занятии крепости Ден Гелдер (нидерл. Den Helder), где 27 августа англичанами был захвачен весь голландский флот. Хорошо зарекомендовавший себя в ходе экспедиции Джон Винсент был отмечен очередным повышением в должности.
1 января 1800 года майор Джон Винсент был произведен в подполковники.
В 1801 году Англия предприняла превентивное нападение на датско-норвежский флот, ожидавший прибытия русской эскадры для вооружённого патрулирования с целью обеспечения политики вооружённого нейтралитета. Против датчан был направлен флот из 20 линейных кораблей под командованием адмирала Хайда Паркера и его заместителя контр-адмирала Горацио Нельсона. В составе десантных частей находился подполковник Джон Винсент. Фактически, после приказа адмирала Паркера отступить, боем руководил Горацио Нельсон. В ходе боя корабль Нельсона — 74-пушечный «Элефант» — был повреждён огнём с береговых батарей и датских судов и был вынужден выброситься на отмель наряду с двумя другими сильно повреждёнными английскими кораблями. Ответным огнём англичан был подожжён и взорвался датский флагман — 60-пушечный линейный корабль «Даннеброг», два других корабля были потоплены. К вечеру Нельсон послал парламентёров, которые вынудили датчан капитулировать. В результате Копенгагенского сражения, произошедшего около 2 апреля 1801 года, основные силы датско-норвежского флота были захвачены англичанами и уведены в Англию. Десант так и не был высажен, и английские солдаты лишь приняли участие в конвоировании 12 захваченных датских кораблей на английские базы.

## Служба в Канаде
В 1802 году 49-й пехотный полк был переведен в Нижнюю Канаду. Подполковник Джон Винсент отправился туда в сопровождении своего племянника, Вильяма Винсента (англ. William Vincent), служившего в 49-м полку с 1800 года. В течение 10 последующих лет Винсент служил на разных должностях в гарнизонах Йорка (англ. York) в Торонто, форта Св. Георгия (англ. Fort St. George) на Ниагаре (Ниагара-он-те-Лейк), Кингстоне (Онтарио) и других местах.
25 июля 1810 года Джону Винсенту было присвоено звание полковника. В этом звании он прослужил до начала англо-американской войны.

## Участие в англо-американской войне 1812—1815 годов
18 июня 1812 года началась англо-американская война, известная в США и Канаде как «война 1812 года» (англ. War of 1812). Основные военные действия развернулись в районе Великих Озёр и на приграничных территориях Канады и США. С началом войны полковник 49-го пехотного полка Джон Винсент был произведён в бригадиры и направлен с 5 ротами 49-го полка в Кингстон для усиления местного гарнизона. В связи с крупномасштабными военными действиями в Европе англичанам не хватало регулярных частей в Канаде. Из-за этого отряд бригадира Джона Винсента был усилен солдатами 1-го и 8-го пехотного полков, а также подразделениями местной милиции и союзных индейских племен. Общая численность отряда достигала 2000 человек.
В ноябре 1812 года генерал Винсент отличился при отражении нападения на бухту Кингстона американского коммодора Айзека Чонси (англ. Isaac Chauncey). Атака американцев была произведена довольно нерешительно, но действия генерала Винсента получили лестные отзывы от самого британского командующего генерал-лейтенанта Джорджа Прево (англ. Sir George Prevost). Искусно демонстрируя на разных направлениях, бригадир Джон Винсент внушил американскому главнокомандующему генералу Генри Дирборну (англ. Henry Dearborn), что он имеет от 6 до 8 тысяч солдат, что существенно превышало численность американских войск на этом направлении. Эти демонстрации в течение длительного времени удерживали американцев от перехода в наступление.
В феврале 1813 года генерал Винсент заменил генерала сэра Роджера Шеффа (англ. Sir Roger Hale Sheaffe) в должности командующего границей Ниагары (англ. Niagara Frontier) и разместился с основными силами в форте Св. Георгия на полуострове Ниагара (англ. Niagara Peninsula). До февраля 1813 года гарнизон форта, сильно пострадавшего во время артиллерийской дуэли с американцами в ночь с 13 на 14 октября 1812 года, составлял всего лишь около 20 солдат под командованием майора Эванса (англ. Evans). С февраля 1813 года американское командование начало планировать захват форта Св. Георгия при поддержке сил речной флотилии Айзека Чонси.

### Сражение за форт Святого Георгия
В ночь с 24 на 25 мая 1813 года американцы обстреляли форт Св. Георгия калёными ядрами с батарей форта Ниагара и вызвали многочисленные пожары среди прибрежных построек. У генерала Винсента имелось около 1000 солдат регулярных войск, около 300 местных ополченцев и всего 5 полевых орудий. Против него должны были действовать не менее 4000 американских солдат регулярных войск, поддержанных 12 речными шхунами, на которых были установлены по 1-2 тяжёлых орудия, 2 корветами, а также батареями форта Ниагара.
В ожидании высадки американцев генерал Винсент разделил свои силы на три части — центр позиции, обращенный к берегу Ниагары, он возглавил сам, правый фланг — подполковник Джон Харви (англ. John Harvey), левый фланг был доверен подполковнику Кристоферу Майерсу (англ. Christopher Myers). Основная часть регулярных войск была развернута вдоль Ниагары, чтобы воспрепятствовать высадке американцев.
На рассвете 27 мая 1812 года американские войска в количестве 4000-5000 человек под командой полковника Уинфилда Скотта переправились через реку неподалёку от Ту-Майл-Крик (англ. Two Mile Creek) и начали высадку к западу от устья Ниагары, тем самым обойдя позиции основных сил генерала Винсента. Канадские ополченцы несколько раз ходили в штыковую атаку. Несколько атак американцев были отбиты, но при этом обороняющиеся понесли большие потери от огня корабельной артиллерии. Воспользовавшись задержкой в высадке очередного эшелона десанта, генерал Винсент перебросил часть сил из центра, воспользовавшись прикрытым путём по оврагам, и остановил продвижение американцев. Однако, наблюдая за действиями американцев, приступивших к высадке остальных частей, он понял, что будет неминуемо окружен и расстрелян с кораблей и суши. Требовалось срочно отступить, чтобы сохранить войска.
Вследствие подавляющего превосходства противника генерал Винсент приказал эвакуировать форт и уничтожить боеприпасы. Однако отступление англичан совершалось в такой спешке, что солдаты еле успели заклепать орудия и поджечь склады. Женщины и дети были брошены в форте. На их счастье, взорвался только один из подожжённых складов, сравнительно небольшой. Однако взрывной волной от этого взрыва командующий десантными частями американцев полковник Уинфилд Скотт был сброшен с коня и сломал себе ключицу, выбыв из боя. Вследствие этого преследование отступающего противника велось нерешительно, американцы постоянно опасались засады и небольшой драгунский отряд, шедший в арьергарде войск генерала Винсента, сумел отразить все попытки американцев завязать бой, хотя и потерял несколько человек пленными. Английские войска в относительном порядке отступили к высотам Барлингтон Хейтс (англ. Burlington Heights), где начали обустройство новых оборонительных рубежей. В результате боя погибло 52 английских солдата и канадских ополченцев, 302 человека получили ранения, 276 человек попали в плен. Потери американцев были значительно меньше — 40 человек убитыми и 113 раненными. После отхода к высотам Барлингтон Хейтс Джон Винсент распустил местные милиционные формирования и остался фактически только с солдатами регулярных войск, среди которых было много раненных.

### Сражение у Стони-Крик
4 июня 1813 года бригадир Джон Винсент был произведён в генерал-майоры.
5 июня 1813 года подполковник Джон Харви произвел рекогносцировку позиций американских войск, остановившихся лагерем в Стоуни Крик (англ. Stoney Creek), Гамильтон (Онтарио). При помощи местного населения, не симпатизировавшего американцам, Харви выяснил, что американские войска стоят разрозненно, не имеют связи между подразделениями и весьма небрежно несут караульную службу. В Стоуни Крик и его окрестностях размещались почти 3500 американских регулярных войск бригадир Уильяма Уиндера (англ. William Winder) и Чандлера (англ. John Chandler), имевших батарею полевых орудий.
Генерал Винсент согласился с доводами подполковника Харви о том, что для восстановления положения необходимо атаковать и разбить основные силы американцев. Вследствие значительного численного превосходства противника было принято решение атаковать ночью. Номинально возглавив вылазку, генерал Винсент фактически уступил её руководство подполковнику Харви, хорошо ознакомившемуся с обстановкой на местах. Из имевшихся в распоряжении генерала солдат был сформирован ударный отряд из 700 человек, во главе которого шёл подполковник Харви и отряд союзных англичанам ирокезов под командованием майора-метиса Джона Нортона (англ. John Northon). Во избежание случайного выстрела, который мог бы открыть американцам местонахождение английского отряда, с курков мушкетов были сняты кремни. Солдаты и офицеры должны были сохранять тишину и действовать преимущественно штыками.
Ночью 6 июня 1813 года англичане неожиданно атаковали позиции американцев у Стоуни Крик. По неосторожности или из-за нервного напряжения кто-то из офицеров, сопровождавших генерала Винсента, закричал, выражая одобрение тому, как индейские разведчики ловко сняли американских часовых. Крик был воспринят английскими солдатами как сигнал — они начали кричать, и бросились в неподготовленную атаку. В результате американцы смогли собрать некоторое количество солдат и, сориентировавшись в обстановке, открыть огонь по наступающему противнику. Продвижение англичан было задержано и, по мере того, как близился рассвет, отступление войск генерала Винсента становилось лишь вопросом времени. Только героические действия майора Чарльза Плендерлиса (англ. Charles Plenderleath), атаковавшего в штыки американскую полевую батарею, открывшую беглый огонь по наступающим британцам, спас положение — спешно выехавшие на позиции без личного оружия американские артиллеристы были перебиты, 2 орудия заклепано, а 2 — захвачено и увезено в тыл английского отряда. В последовавшей неразберихе оба американских командующих были захвачены в плен сержантом Александром Фрэзером (англ. Alexander Fraser). После 45-минутного ожесточённого боя американцы были выбиты из всех пунктов и вынуждены отступить в Форти-Майл-Крик (англ. Forty Mile Creek), потеряв 16 человек убитыми, 38 раненными и около 100 пленными, в том числе обоих командующих. Англичане потеряли 23 человека убитыми, 136 раненными, 52 пленными и 3 пропавшими без вести. Утром вернувшиеся в Стоуни Крик американцы, освидетельствовав результаты ночного побоища, подожгли свои склады и укрепления и отступили в форт Св. Георгия.
В этом бою сам генерал Винсент вполне мог подвергнуться участи своих американских коллег — в суматохе он был сброшен с коня и тяжело контужен. Лишь на следующий день его обнаружили бродящим по лесу в 7 милях от места сражения, с безумными глазами повторяющим: «Всё пропало! Всё пропало!». Оказалось, что он ничего не знал о ходе битвы с момента открытия американцами огня, и считал, что небольшой английский отряд был полностью уничтожен в ходе боя. Его лошадь, шляпу и шпагу так и не удалось отыскать. Составляя рапорт о ходе сражения, подполковник Харви предпочел деликатно умолчать об этих обстоятельствах.

### Участие в военных действиях до отъезда в Англию
После боя, когда состояние генерала Винсента улучшилось, он отправил одного из лучших своих офицеров — лейтенанта Джеймса Фитцгиббона (англ. James Fitzgibbon), с которым служил с 1799 года, во главе отряда из 50 солдат в разведку к форту Св. Георгия. Фитцгиббон сумел получить данные о планах американского командования 22 июня 1813 года и принять ответные меры.
23 июня генерал Дирборн направил отряд из 570 человек для атаки на форпосты Винсента, но 24 июня американцы попали в засаду, устроенную отрядом из 400 союзных британцам индейцев и солдат Фитцгиббона. После трёхчасового боя американские солдаты были вынуждены капитулировать, потеряв 462 человека пленными. Тем самым была устранена угроза немедленного американского вторжения вглубь Канады через Ниагару. Вплоть до середины осени продолжались небольшие стычки, в результате которых активность американцев была ограничена окрестностями форта Св. Георгия. Некоторые исследователи даже считают, что войска генерала Винсента осадили форт. Во время этих событий 49-й пехотный полк за свою ярость в бою и цвет кантов на мундирах заслужил от американцев прозвище «Зелёных Тигров» (англ. Green Tigers).
После поражения англичан в битве у Моравиан-тауна (англ. Moraviantown) 5 октября 1813 года, в результате которой возникла угроза атаки на части генерала Винсента с тыла, Джон Винсент отвёл войска обратно на высоты Бёрлингтон. К тому времени он был сильно болен. В декабре 1813 года генерал Финеас Риалл (англ. Phineas Riall) сменил генерала Винсента в качестве командующего британских войск на этом участке фронта.
Сначала генерал Винсент был переведен в гарнизон Кингстона, а затем, в начале июня 1814 года — назначен командующим в Монреале. Однако уже 18 июля он испросил отпуск по болезни и вернулся в Англию.

## Служба в Англии
После возвращения на родину генерал Винсент более не состоял на действительной военной службе по состоянию здоровья, однако продолжал числиться по военному ведомству, занимая почётные должности, не требовавшие реального участия в делах службы.
В апреле 1815 года Джон Винсент был назначен вице-губернатором Замка Дамбартон в Шотландии.
27 мая 1825 года Джону Винсенту было присвоено звание генерал-лейтенант.
2 января 1836 года Джон Винсент был назначен шефом 69-го пехотного полка графства Южный Линкольншир (англ. 69th South Lincolnshire Regiment of Foot), образованного в 1758 году на базе 2-го батальона 24-го пехотного полка.
23 ноября 1841 года Джон Винсент был произведен в полные генералы от инфантерии.
Умер Джон Винсент 21 января 1848 года в Лондоне, неженатым, в возрасте 83 лет.

## Оценка деятельности
В начале XIX века в Канаде служило несколько офицеров 49-го полка, которые в ходе боевых действий 1812—1815 годов достигли высокого положения по служебной лестнице, однако генерал Джон Винсент прослужил в Канаде дольше их всех. Английские и канадские документы об этой войне представляют его скромным и благородным офицером, имеющим хорошую репутацию, всегда готовым прийти на помощь другим командирам. Его заслуги в защите Канады были высоко оценены потомками — в честь генерала Джона Винсента был назван район Винсент (англ. Vincent neighbourhood) в канадском Гамильтоне.